# Ted DiBiase
Theodore Marvin "Ted" DiBiase, Sr. (nascido em 18 de Janeiro de 1954) é um ex-lutador de wrestling profissional, manager e comentarista principal, mais conhecido como "The Million Dollar Man" Ted DiBiase.
Competiu por diversas federações de wrestling, como a World Wrestling Federation, National Wrestling Alliance, All Japan Pro Wrestling e World Championship Wrestling. Após encerrar a sua carreira de lutador profissional, DiBiase trabalhou como comentarista principal da WWF entre 1994 e 1996, antes de ir para a World Championship Wrestling, onde foi manager da nWo (com Scott Hall, Kevin Nash e Hulk Hogan).
Após um tempo parado, foi recontratado pela WWE em 2005, para trabalhar como road agent do programa SmackDown, onde ficou até 2008. Agora, se dedica ao cristianismo, onde é ministro e conselheiro.
Foi manager de André the Giant, Bam Bam Bigelow, Chris Benoit, Steve Austin, 1-2-3 Kid, nWo e muitos outros. Está no Hall da Fama do Professional Wrestling Hall of Fame.
Regressou por uma noite ao Monday Night Raw como "Convidado Especial".

## No Wrestling
Movimentos de finalização
- Million Dollar Dream (Cobra Clutch)

Movimentos secundários
- Diving Back Elbow
- Scoop Powerslam
- Fist Drop
- Swinging Neckbreaker
- Hotshot
- Atomic Drop
- Figure-Four Leglock